# Ziua Bolilor Rare
Ziua Bolilor Rare este o zi festivă care are loc în ultima zi a lunii februarie pentru a atrage atenția la bolile rare și pentru a îmbunătăți accesul la tratament medical și reprezentare pentru persoanele cu boli rare și familiilor acestora. Aceasta a fost înființată în anul 2008, deoarece, în conformitate cu Organizația Europeană pentru Boli Rare (EURORDIS), tratamentul pentru multe boli rare este insuficient, la fel cum sunt și rețelele sociale pentru a sprijini persoanele cu boli rare și familiilor acestora; în plus, în timp ce erau deja numeroase zile dedicate persoanelor care suferă de boli individuale (cum ar fi SIDA, cancerul, etc), nu a fost în trecut o zi care să reprezinte persoanele care suferă de boli rare. În 2009, Ziua Bolilor Rare a ajuns la nivel mondial deoarece NORD (Organizația Națională pentru Boli Rare) a mobilizat 200 organizații pentru promovarea pacienților care suferă de boli rare în Statele Unite, în timp ce organizațiile din China, Australia, Taiwan și America Latină de asemenea, au depus eforturi în țările lor, pentru a coordona activități și a promova ziua.